# فرانك شميت (كاتب سيناريو)
فرانك شميت (بالألمانية: Frank Thiess)‏ (و. 1890 – 1977 م) هو كاتب سيناريو، وصحفي، وكاتب ألماني، ولد في إيكشكيل، توفي في دارمشتات، عن عمر يناهز 87 عاماً.

## جوائز وترشيحات
حصل على جوائز منها:
- Andreas Gryphius Prize [الإنجليزية]‏ (1975)
- Konrad Adenauer Prize [الإنجليزية]‏ (19)
- Grand Decoration of Honour for Services to the Republic of Austria ‏
- وسام صليب القائد من رتبة استحقاق من جمهورية ألمانيا الاتحادية

ترشح لـ:
- جائزة نوبل في الأدب (1962)[5]
- جائزة نوبل في الأدب (1957).[5]

## وصلات خارجية
- فرانك شميت على موقع IMDb (الإنجليزية)
- فرانك شميت على موقع مونزينجر (الألمانية)
- فرانك شميت على موقع ألو سيني (الفرنسية)
- فرانك شميت على موقع أول موفي (الإنجليزية)
- فرانك شميت على موقع كينوبويسك (الروسية)